# Сундлинг, Йонна
Йонна Патрисия Мари Сундлинг (швед. Jonna Patricia Marie Sundling; род. 28 декабря 1994, Умео) — шведская лыжница, олимпийская чемпионка 2022 года в спринте свободным стилем, 7-кратная чемпионка мира, победительница этапов Кубка мира, чемпионка мира среди юниоров.

## Биография
В начале 2012 года Сундлинг выиграла серебряную медаль в спринте на Зимних юношеских Олимпийских играх в Инсбруке.
В декабре 2012 года она впервые стартовала в Сьюсьене в Кубке Скандинавии и достигла девятого места на дистанции 10 км, была шестой - в спринте. 
15 февраля 2015 года Сундлинг дебютировала в Кубке мира на этапе в Эстерсунде, на дистанции 10 км. Гонку завершила на 53-м месте. Уже в следующем месяце она выиграла свои первые очки в Кубке мира на этапе в Лахти, заняв седьмое место в спринте.  
В сезоне 2015/16 она дважды попадала в очковую зону на этапах в Кубке мира. В начале сезона 2016/17 года она стала чемпионом Швеции в спринте.
В 2017 году Сундлинг была приглашена в сборную Швеции для участия в чемпионате мира в Лахти, но из-за болезни не смогла заявиться на дистанции. 
На этапе Кубка мира сезона 2018/2019 года в Лиллехаммере, 30 ноября 2018 года, она одержала первую победу. Это случилось в спринтерской гонке.
25 февраля 2021 года Сундлинг выиграла золото чемпионата мира в спринте. Через три дня выиграла золото в командном спринте вместе в Маей Дальквист.
На Олимпийских играх 2022 года выиграла золото в личном спринте, а в командном спринте вместе с Маей Дальквист заняла второе место, неожиданно уступив команде Германии.
На чемпионате мира 2023 года в Планице повторила победный дубль 2021 года, победив и личном, и в командном (вместе с Эммой Рибум) спринте.
На чемпионате мира 2025 года в Тронхейме в спринте, в командном спринте и эстафете завоевала свои очередные золотые медали — семь на мировых первенствах. В скиатлоне на 20 км стала бронзовым призёром.

## Результаты

### Олимпийские игры
| Олимпийские игры | Спринт | Командный спринт | 10 км | 7,5+7,5 км | 30 км | Эстафета |
| ---------------- | ------ | ---------------- | ----- | ---------- | ----- | -------- |
| 2022 Пекин       | 1      | 2                | —     | —          | 4     | 3        |

### Чемпионаты мира
| Чемпионат мира  | Спринт | Командный спринт | 10 км | 7,5+7,5 км | 30/50 км | Эстафета |
| --------------- | ------ | ---------------- | ----- | ---------- | -------- | -------- |
| 2019 Зефельд    | 4      | —                | —     | —          | —        | —        |
| 2021 Оберстдорф | 1      | 1                | —     | —          | —        | 6        |
| 2023 Планица    | 1      | 1                | 21    | —          | —        | —        |
| 2025 Тронхейм   | 1      | 1                | —     | 3          |          | 1        |

## Победы на Кубке мира
| Номер | Сезон   | Дата            | Место       | Дисциплина     |
| ----- | ------- | --------------- | ----------- | -------------- |
| 1.    | 2018/19 | 30 ноября 2018  | Лиллехаммер | спринт         |
| 2.    | 2019/20 | 21 декабря 2019 | Планица     | спринт         |
| 3.    | 2019/20 | 4 марта 2020    | Коннеруд    | спринт         |
| 4.    | 2021/22 | 26 февраля 2022 | Лахти       | спринт         |
| 5.    | 2021/22 | 11 марта 2022   | Фалун       | спринт         |
| 6.    | 2022/23 | 21 января 2023  | Ливиньо     | спринт         |
| 7.    | 2022/23 | 3 февраля 2023  | Тоблах      | спринт         |
| 8.    | 2023/24 | 17 февраля 2024 | Миннеаполис | спринт         |
| 9.    | 2023/24 | 18 февраля 2024 | Миннеаполис | разделка 10 км |
| 10.   | 2024/25 | 7 декабря 2024  | Лиллехаммер | спринт         |
| 11.   | 2024/25 | 14 декабря 2024 | Давос       | спринт         |
| 12.   | 2024/25 | 25 января 2025  | Энгадин     | спринт         |